# 路德會梁鉅鏐小學
路德會梁鉅鏐小學（英語：Leung Kui Kau Lutheran Primary School）是一所香港沙田區的津貼小學，鄰近濱景花園等私人屋苑。此校前身為位於油塘高超道邨的路德會聖腓力學校，於1954年創立，並於1990-91年間逐步遷入現址。

## 歷史
此校前身為路德會聖腓力學校，於1954年創立，但沒有固定校舍，需要在油塘的嶺南新村（原址已重建為高宏苑）等地租用房舍上課。早年，此校曾為全日制，直至1965年分為上、下午校。
1972年，適逢油塘高超道邨落成，原校小學部獲分配該邨的一所「火柴盒」小學校舍，而首批獲政府津貼的小六學生亦在遷校後不久的1973年畢業。至1976年，原校增設夜中學，為路德會沙田夜校的前身。
由於高超道邨校舍受「整體重建計劃」影響，需於1991年8月拆卸重建。經師生及家長極力爭取，原校於1989年10月獲政府批出現址校舍，以安置聖腓力學校。因此，原校連同夜中學部，於清拆前一年開始遷入現址，當中在沙田區招收的第一屆小一於1990年10月1日開課，兩年後再復辦下午校。此外，同一學校的幼稚園部則遷入觀塘翠屏北邨，但沿用「聖腓力幼稚園」校名。
於遷入沙田之初，此校曾用「路德會沙田小學」之名，及後才改為現名。而舊校舍則以原名同步運作一年，直至1991年暑假完成遷校行動。所有舊校未及畢業的學生，均需轉校至觀塘區其他小學。
由於適齡學童減少，加上政府於2000年代初鼓勵小學逐步實行全日制，此校的上、下午校於2007年起合併，並再度實行全日制至今。

## 校舍

### 油塘舊校舍
遷校前的聖腓力學校毗鄰高超道邨第3座，為一座標準的「火柴盒」小學，不計地下共設5層，設有24間課室，於1972年隨同高超道邨第3-6座完工。
隨著原校於1991年全面遷入沙田，該校舍隨即被棄用並交還予房屋署，隨後於同年尾拆卸重建。原址地盤曾一度丟空，及後於2004年重建為高翔苑高靜閣。

### 沙田現址
此校為一所1988年版小學靈活式校舍，不連地下共設6層，設有30間課室及各種特別室，於1990年9月17日交付。
值得一提的是，此校為全港第一座同款小學校舍，早於1988年12月招標興建，由安保工程承建；另外，此校與另外兩座建於天水圍的小學校舍，是全港僅有三座在興建時，已設有3層高特別室翼的同款校舍之一。
除了全日制的小學部，同一校舍亦開辦路德會沙田夜校，供未獲取中學學歷的在職人士就讀。
此校亦是區議會選舉中碧湖選區的兩個指定票站之一。

#### 沙田校舍圖集

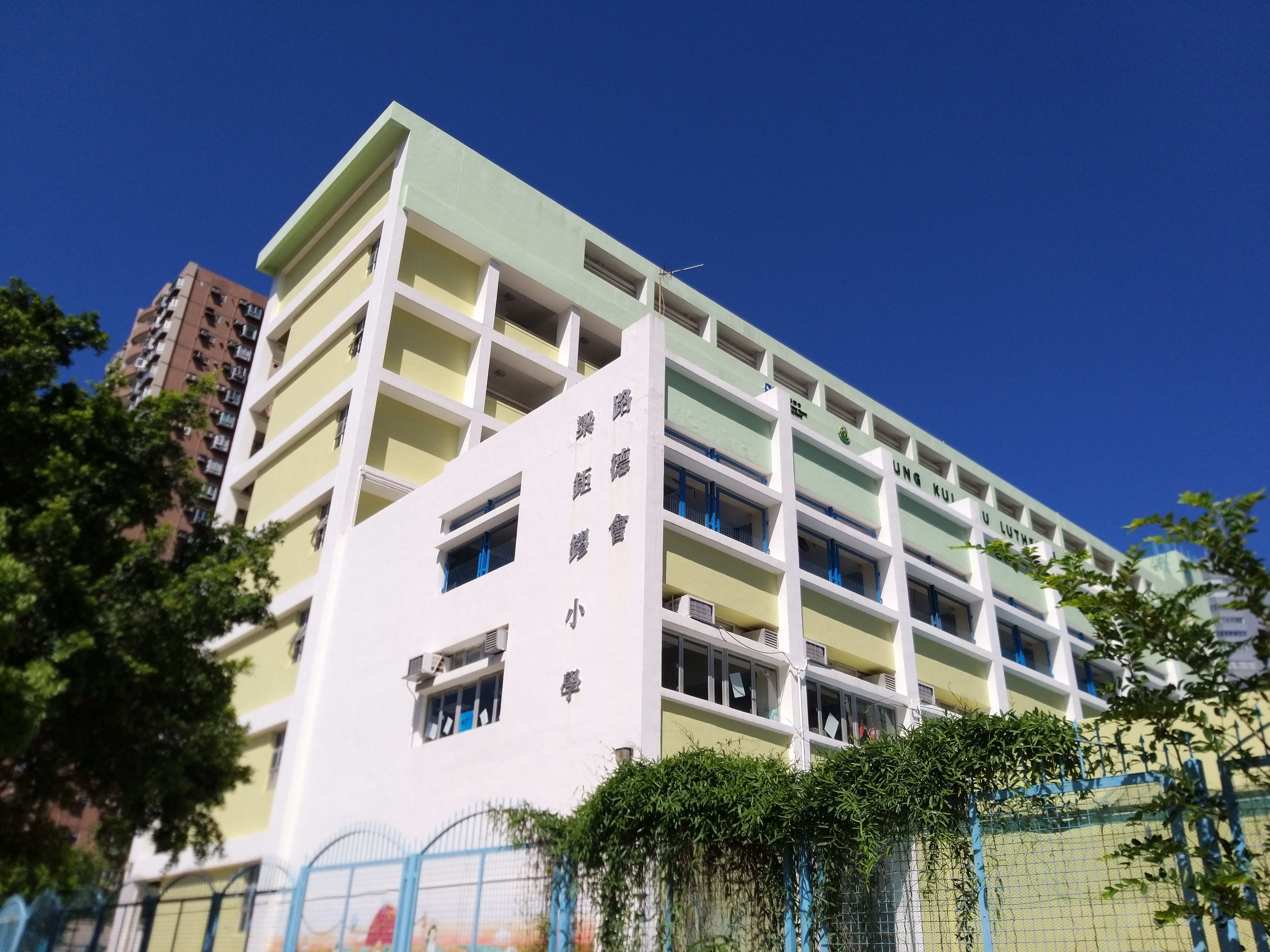
校舍主樓及特別室翼
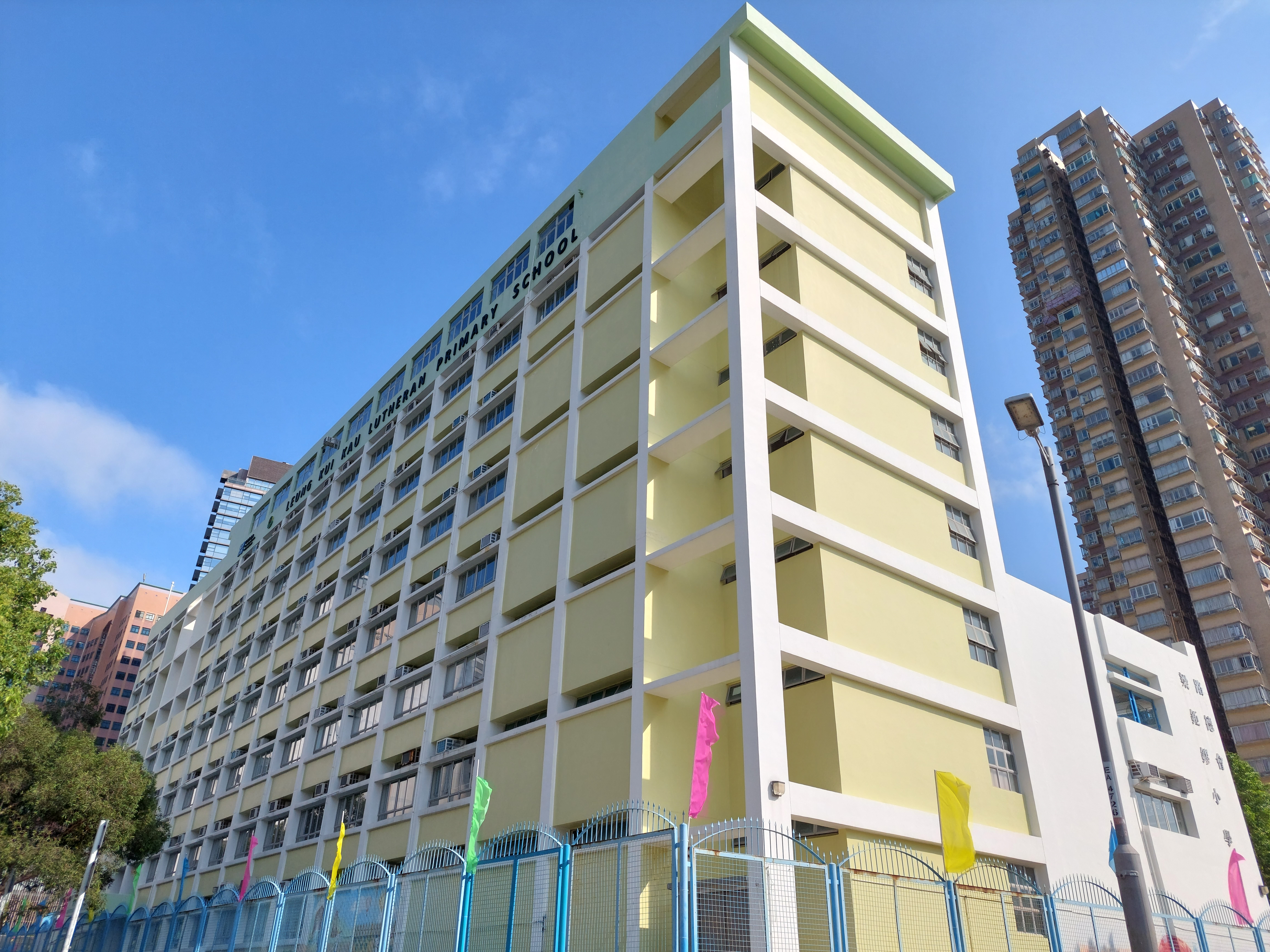
校舍北面

## 歷任校長

### 油塘校舍
自1965年起，以下校長均兼任上、下午校校長，直至遷校為止。
- 馬鴻述先生（1954年-1957年，創校校長，兼任同系協同中學校長；後轉職至崇基學院）
- 賴約翰先生（1957年-1968年）
- 鍾定夷先生（1968年-？）
- 朱源和先生（？-1974年；其後出任同系協同中學、北角協同中學校監）
- 黃載友先生（1974年-1981年，1978年起兼任夜中學校長，1990年再出任首席校長）
- 何鴻輝先生（1981年-1991年，隨遷校工作完成而離任）

### 沙田校舍
- 黃載友先生（1990年-1991年，新舊校首席校長，專責遷校事宜）

#### 上午校
- 黃一明先生（1990年-2007年）

#### 下午校
- 范之豪先生（1992年-2007年）

#### 全日制
- 黃一明先生（2006年-2007年，首任全日制校長）
- 黃燕霞女士（2007年-2008年）
- 趙小芸女士（2008年-2013年，原為同系路德會聖馬太學校被合併前末任校長）
- 陳光強先生（2013年-2021年）
- 吳玲玲女士（2021年-現在）

## 事件
- 2005年12月18日，此校上午校家長及學生前往香港路德會總部請願，抗議有關方面於2007年強行合併上、下午校的方案。然而，有關方案最後仍如期實施[7]。
- 2013年7月9日，此校一名小六女生的家長在領取派位結果時，疑因誤解而誤傷時任副校長陳光強。及後，該家長因此事及獨留幼女在家而被捕[15]。

## 著名/傑出校友
- 羅伊婷：香港女藝人
- 王嘉爾：香港男藝人
- 吳佩隆：香港男演員及兒童節目主持
- 倪樂琳：2024年香港小姐競選冠軍[16]

## 外部連結
- 路德會梁鉅鏐小學官方網頁 （页面存档备份，存于）
- 《路德會聖腓力學校三十七週年特刊》 （页面存档备份，存于）

## 註解
1. ↑  於1990年前，此校由所屬堂會「路德會聖腓力堂」辦學。[1]
2. ↑  即伊利沙伯中學舊生會小學及東華三院姚達之紀念小學（元朗）